# ラン目
ラン目 (Orchidales) は単子葉植物の目の1つでラン科をタイプ科とするもの。分類体系によって含まれる科には異同がある。

## 分類

### APG植物分類体系
APG植物分類体系ではラン目は認められていない。ラン科はキジカクシ目の中に含められている。

### クロンキスト体系
クロンキストは単子葉植物綱の下に亜綱を置き、ユリ亜綱にラン目を所属させた。4科を含める。
- 被子植物門 Magnpliophyta
  - 単子葉植物綱 class Liliopsida
    - ユリ亜綱 subclass Liliidae
      - ラン目 order Orchidales
        - ゲオシリス科 family Geosiridaceae
        - ヒナノシャクジョウ科 family Burmanniaceae
        - コルシア科 family Corsiaceae
        - ラン科 family Orchidaceae

### 新エングラー体系
新エングラー体系ではラン科のみの単型目で、ランの微細な種子に基づいたMicrospermaeの名前を使う。
- 被子植物門 Angiospermae
  - 単子葉植物綱 class Monocotyledoneae
    - ラン目 order Microspermae
      - ラン科 family Orchidaceae